# Hector Martignon

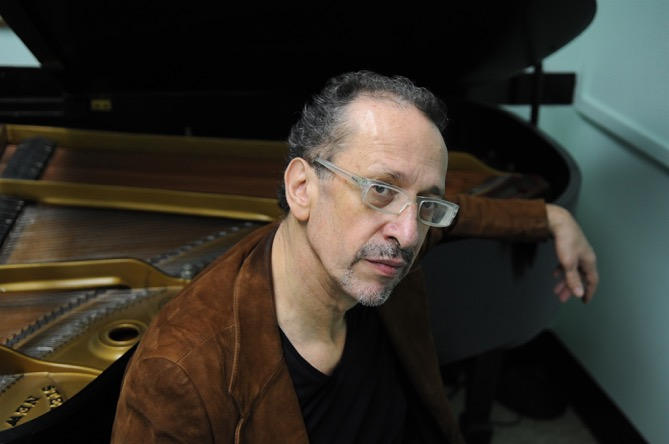
Hector Martignon

Hector Martignon (* 6. Februar 1959 in Bogotá) ist ein kolumbianischer Jazz- und Latin-Pianist. In den 1990er Jahren spielte und arrangierte er für das Ray-Barretto-Sextett.

## Leben und Wirken
Martignon begann seine musikalische Laufbahn als klassisch geschulter Pianist, bis er von Mikis Theodorakis angestellt wurde, um bei seinem Album Canto General mitzuspielen, das in Stuttgart mit 120 Musikern aufgenommen wurde.
In den frühen 1980er Jahren legte er einen Master-Abschluss in klassischem Klavier und Komposition in Freiburg ab. Während dieser Zeit spielte Martignon mit verschiedenen Bands (wie Conexión Latina) und in kleinen Besetzungen; außerdem nahm er unter anderem mit Arturo Sandoval, dem Congaspieler Tata Güines und anderen berühmten Schlagzeugern von Ghana Kofi Misizio auf und trat mit der Sängerin Celia Cruz auf. 1987 lebte Martignon in Brasilien, wo er auch mit verschiedenen Gruppen spielte und in Fernsehshows auftrat. Nachdem er sich Barrettos Band angeschlossen hatte, tourten sie innerhalb sieben Jahren ausgiebig durch Europa, Südafrika und Japan, und er trug kompositorisch und arrangierend einen Großteil zu Barrettos letzten fünf Alben bei. Das erste Barretto-Album, das Martignon aufführte, war Soy Hichoso (1991) gefolgt von Handprints (1991), Ancestral Message (1992), Taboo (1994) und My Summertime (1995).
Seither lebt Martignon dauerhaft in New York City und trat und tritt in Jazzclubs auf und spielte auf Jazzfestivals zusammen mit Latinmusikern wie Mongo Santamaría und Claudio Roditi. Er arbeitet als Komponist, Arrangeur und Produzent bei vielen Latin- und Filmmusikprojekten mit.
1997 tourte er mit Don Byron auf Jazzfestivals in Europa. Er arbeitete mit Max Roach bei dessen Project Amerika und wurde dann von Paul Simon für seinen Soundtrack bzw. Musical The Capeman als musikalischer Direktor bestellt. Für seine eigenen Alben suchte er sich wieder Latinmusiker wie Barretto, Manolo Badrena und den japanischen Schlagzeuger Satoshi Takeishi für Portrait in White and Black 1996. Das folgende Album The Foreign Affair, neben seinen Triopartnern Takeishi Jairo Moreno mit Ruben Blades, Randy Brecker, Byron, Louis Bonilla und Donny McCaslin, kam unter die zehn besten Jazzalben des Jahres (2000) des Jazziz Magazins. In ähnlicher Besetzung nahm er das Album New Morning Mambo auf. Auf seinem Album Second Chance (2010) musizierte er mit Tim Collins, Armando Gola, Ludwig Afonso, Samuel Torres, Xavier Perez und John Walsh.
2008 war sein Album Refugee als bestes Latin-Jazz-Album für einen Grammy nominiert.